# 풍남로
풍남로(Pungnam-ro) 고흥군 풍양면 하림삼거리 에서 풍양면 풍양사거리를 잇는 의 도로이다.

## 주요 경유지
전라남도
- 고흥군 (풍양면)

## 노선
전 구간 지방도 제851호선에 속하므로 이에 대한 별도 표기는 생략한다.
| 이름       | 접속 노선              | 소재지 | 소재지 | 비고 |
| ---------- | ---------------------- | ------ | ------ | ---- |
| 하림삼거리 | 고흥로                 | 고흥군 | 풍양면 |      |
| 삼신삼거리 | 풍양로                 | 고흥군 | 풍양면 |      |
| 율치교     |                        | 고흥군 | 풍양면 |      |
| 풍남삼거리 | 국도 제77호선 (천마로) | 고흥군 | 풍양면 |      |